# Reniu
Reniu (simbol: Re; latinescul Rhenus = "Rin", fluviul) este elementul chimic cu numărul atomic 75. Este un metal foarte rar și a fost descoperit de Walter Noddack, Ida Tacke și Otto Berg în 1925 d.Hr.
Se cunosc oxizii de reniu ReO3 și Re2O7 (culoare galbenă și destul de stabil). De la heptaoxidul de reniu se obține acidul perrenic HReO4 , ale cărui săruri se numesc perenați ce nu au proprietăți oxidante.
În industria electrotehnică, reniul este folosit la confecționarea filamentelor pentru becuri, iar aliat cu platina este folosit la confecționarea termoelementelor, ca electrozi și catalizatori, la fabricarea vârfurilor de penițe pentru stilou etc.

## Caracteristici
- Masa atomică: 186,207 g/mol
- Densitatea la 20 °C: 21,03 g/cm³
- Punctul de topire: 3.180 °C
- Punctul de fierbere: 5.627 °C